# Берман, Александр Владимирович
Алекса́ндр Влади́мирович Бе́рман (19 апреля 1964, Куйбышев — 3 января 2017, Асекеевский район, Оренбургская область Архивная копия от 15 марта 2017 на Wayback Machine) — российский управленец, трудовая деятельность которого связана с нефтегазовой промышленностью; советник президента и член правления ООО «Интегра Менеджмент».

## Биография
Окончил общеобразовательную школу в городе Куйбышеве. В 1986 году получил высшее образование в Куйбышевском политехническом институте по специальности «Бурение нефтяных и газовых скважин».
Сразу после окончания вуза был распределён в Нижневартовск, где начал работать в УПНП и КРС «Самотлорнефть» (в 1988 году переименовано в Самотлорское УПНП и КРС п/о «Нижневартовскнефтегаз») на должности мастера по капитальному ремонту скважин. В 1989 году был назначен на должность ведущего инженера в цехе по капремонту нефтяных скважин. С 1991 по 1992 год работал технологом II категории в цехе подземного ремонта скважин в НГДУ «Самотлорнефть», а в 1992 году был снова переведён на должность ведущего инженера цеха капитального ремонта скважин Самотлорского УПНП и КРС. С ноября 1995 года являлся главным инженером управления.
С 2000 года работал главным инженером в ЗАО «Корпорация Югранефть», где позже был назначен генеральным директором.
В 2002 году был приглашён на работу главным инженером в ОАО «Оренбургнефть». Возглавил формирующийся региональный центр сервисных услуг «ОНАКО», объединяющий 16 предприятий с коллективом в 12 тысяч человек. В августе 2002 года становится заместителем генерального директора по нефтесервису ОАО «Оренбургнефть». А в 2005 году — генеральным директором оренбургской компании. В «Оренбургнефти» проработал 5 лет. Во время мирового экономического кризиса на предприятии был принят пакет антикризисных мер, в числе которых: сокращение сотрудников, уменьшение трат компании, увеличение добычи нефти. При А. Бермане в ОАО «Оренбургнефть» были поставлены рекорды по добыче и возмещению запасов углеводородного сырья. Так, в 2008 году был побит исторический рекорд — добыто 17 млн. 317 тыс. тонн нефти, более 1,8 млрд куб. м. газа. Прирост запасов в сравнении с 2007 годом умножился более чем в два раза — до 75,851 млн тонн. В результате ОАО «Оренбургнефть» становится самым крупным налогоплательщиком Оренбургской области. Как руководитель компании оказывал спонсорскую помощь социальной сфере региона: образованию, здравоохранению, развитию спорта. Реализовал благотворительные проекты.
В 2010 году покинул непосредственное производство нефтедобычи, переехал в Москву и занял должность вице-президента по развитию проектов добычи нефти ООО «Интегра Менеджмент». С 2013 года стал советником президента ООО «Интегра Менеджмент» Ф. Любашевского и членом правления этой же компании.

## Награды и звания
Имел отраслевую награду «Почётный нефтяник» РФ.